# Darkthrone
Darkthrone je norveški black metal-sastav, osnovan 1986. godine kao death metal-sastav pod imenom Black Death. Godine 1991. sastav je odlučio napustiti prijašnji glazbeni stil i počeo se baviti black metal glazbom po uzoru na sastave Bathory i Celtic Frost te su tako postali jednim od najpoznatijih i najutjecajnijih sastava norveške black metal scene. Njihova prva tri black metal albuma, A Blaze in the Northern Sky, Under a Funeral Moon i Transilvanian Hunger (ponekad nazivani "nesvetim trojstvom") smatrani su vrhuncem karijere sastava i jednim od najutjecajnijih albuma unutar žanra. Većinu vremena svog postojanja, Darkthrone je činio duo sastavljen od Nocturna Culta i Fenriza, koji odbijaju postati dio tzv. "mainstream glazbe". Od 2006. godine glazba skupine sve je više počela napuštati tradicionalni black metal stil te je počela uključivati elemente tradicionalnog heavy metala, speed metala i punk rocka, što ih često u raspravama povezuje s Motörheadom.

## Povijest

### Death metal godine (1986. – 1990.)
Sastav koji je danas znan kao Darkthrone osnovan je 1986. u Kolbotnu, malenom predgrađu grada Osla. Bili su death metal-sastav pod imenom Black Death čiji su članovi bili Gylve Nagell, Ivar Enger i Anders Risberget. Glavni uzori sastava bili su Venom, Celtic Frost, Slayer i Cryptic Slaughter. Za vrijeme jeseni 1987., sastav je promijenio ime u Darkthrone te im se pridružio Dag Nilsen. Ted Skjellum se priključio sastavu u proljeće 1988. godine. Tijekom 1988. i 1989., sastav je nezavisno objavio četiri demouratka: Land of Frost, A New Dimension, Thulcandra i Cromlech.
Ubrzo su potpisali ugovor za 4 albuma s nezavisnom diskografskom kućom Peaceville Records. Godine 1990. snimili su svoj prvi studijski album, Soulside Journey. Zbog niskog budžeta namijenjenom za snimanje, sastav si nije mogao priuštiti vrstu studija kojeg su željeli, no zahvaljujući sastavima Nihilist i Entombed, bili su u mogućnosti snimati album u Sunlight Studio-u. Iako je death metal većinom karakterizirao glazbeni stil sastava, već su tada bili prisutni neki elementi black metala u pogledu naslovnice albuma i pisanju pjesama.
Odmah nakon objave albuma, sastav je nastavio pisati i snimati nove materijale, snimajući svaku pjesmu na vrpcu dok to nije postalo puni album. Te demovrpce su sve bile instrumentalne, ali su pokazivale postupni pomak skupine prema black metalu. Te su iste pjesme (uz dodane vokale koji su bili snimljeni 1994.) objavljene na kompilaciji Goatlord 1996. godine.

### Rane black metal godine (1991. – 1994.)
Tijekom 1991., Darkthrone je usvojio estetski stil koji je u budućnosti postao tipičan za black metal scenu; nošenje tzv. corpse painta te zamjena imena članova pseudonimima. Gylve Nagell je postao "Fenriz", Ted Skjellum je postao "Nocturno Culto" te je Ivar Enger postao "Zephyrous". U kolovozu 1991., snimaju su svoj drugi album koji je objavljen početkom 1992. te je nazvan A Blaze in the Northern Sky. Album je sadržavao Darkthroneove prve black metal snimke, te je diskografksa kuća Peaceville Records u početku bila skeptična u pogledu objave albuma zbog Darkthroneove velike promjene u odnosu na njihov originalan death metal stil. Nakon snimanja albuma, basist Dag Nilsen napustio je sastav, te je samo opisan kao "session basist" bez vlastite slike na albumu.
Treći album sastava, Under a Funeral Moon, snimljen je u ljeto 1992. i objavljen početkom 1993. Označio je Darkthroneovu potpunu promjenu u black metal stil, te je smatran kamenom temeljcem za razvoj cijelog žanra. Ovaj je album također posljednji na kojem je nastupao gitarist Zephyrous.
Ubrzo je izašao i njihov četvrti album, Transilvanian Hunger, koji je objavljen u veljači 1994. To je bio prvi Darkthroneov album na kojem su nastupila samo dva člana, Nocturno Culto i Fenriz. Sastav je ostao duo do dan danas. Transilvanian Hunger je karakteriziran po vrlo "grubom" ili "lo-fi" stilu snimanja i glazbenoj jednostavnosti. Objava albuma izazvala je mnoge polemike: neke tekstove pjesama na albumu napisao je poznati black metal izvođač Varg Vikernes, te je knjižica albuma sadržavala frazu "Norsk Arisk Black Metal", što se na hrvatski prevodi kao "Norveški Arijanski Black Metal".

### S Moonfog Records (1995. – 2004.)
Zbog isteka ugovora s Peaceville Recordsom, Darkthrone se prebacio na drugu nezavisnu diskografsku kuću, Moonfog Productions, za buduće albume. Diskografskom je kućom rukovodio Satyr, poznat kao pjevač i gitarist black metal sastava Satyricon.
Njihov je peti album Panzerfaust objavljen 1995. godine. Album je dobro prihvaćen, iako je njegova produkcija, koja je bila slična onoj albuma Transilvanian Hunger zadobila neke kritike. Njihov je šesti album Total Death objavljen tijekom 1996. te je poznat po tome što sadrži tekstove pjesama napisanih od strane četiri drugih black metal glazbenika, te niti jedan tekst napisan od strane Fenriza, glavnog tekstopisca u sastavu.
Bubnjar Fenriz je između 1993. i 1995. godine sudjelovao u mnogo sporednih projekata. Među njima su bili ambijentalni samostalni projekt Neptune Towers i black/folk metal jednočlani sastav Isengard (koji je bio osnovan još 1989. godine). U tom je razdoblju također snimio i album sa Satyrom kao duo Storm te svirao bas-gitaru na debitantnom albumu sastava Dødheimsgarda. Fenriz je također još od 1987. godine bio originalni član sastava Valhall kojeg je bio primoran napustiti 1989. kako bi se usredotočio na Darkthrone, no unutar ovog perioda on mu se opet vraća i ponovno svira bubnjeve u sastavu.
Darkthrone 1999. godine objavljuje album Ravishing Grimness te dvije godine kasnije i svoj sljedeći album Plaguewielder. Dok su Transilvanian Hunger i Panzerfaust sadržavali pjesme napisane samo od strane Fenriza, ova su dva albuma većinom sadržavala pjesme napisane samo od strane Nocturna Culta, te su oba bila snimljena u studiju Ronny Le Tekrøea u Totenu, Norveškoj. Ovo objašnjava pomalo "čišći" zvuk na tim albumima.
Krajem devedestih objavljena su dva počasna albuma sastavu Darkthrone: Darkthrone Holy Darkthrone 1998. i The Next Thousand Years Are Ours 1999. godine. Sastav je također objavio i Preparing for War, kompilaciju pjesama iz perioda od 1988. do 1994. godine. Intro pjesme "Kathaarian Life Code" pojavljuje se u posljednjoj sceni filma Demonlover 2002. godine.
Sastav 2003. godine objavljuje album Hate Them. Iako ovaj i njihov sljedeći album sadržavaju elektroničke uvode, ostaju vjerni Darkthroneovom ranom black metal stilu. Sardonic Wrath je bio objavljen 2004. godine. Taj je album zadnji album skupine s diskografskom kućom Moonfog Productions te njihov posljednji snimljen u isključivo black metal stilu. Album je bio nominiran za norvešku nagradu Alarm Awards; međutim, nominacija albuma povučena je na Darkthroneov zahtjev. Njihovi sljedeći albumi prikazivat će jaki utjecaj crust punka.

### Promjena u stilu (2005. – danas)
Darkthrone 2005. godine potvrđuje svoj povratak diskografskoj kući Peaceville Records nakon napuštanja kuće 1994. godine. Također su osnovali i vlastitu diskografsku kuću, Tyrant Syndicate Productions, kako bi mogli objaviti svoje buduće albume. Kako bi proslavili njihov povratak, Peaceville je ponovno objavio kompilaciju Preparing for War s bonus CD-om demopjesama i DVD-om koji je uključivao snimke nastupaka uživo. Prva četiri Darkthroneova albuma su također ponovno objavljeni s video intervjuima o svakom od njih.
Darkthrone je objavio svoj jedanaesti album The Cult Is Alive 27. veljače 2006. godine. Album je pokazao promjenu u glazbenom stilu sastava, pošto je glazba pokazivala jak utjecaj crust punka. Iako je Darkthroneovo black metal podrijetlo još uvijek bilo očito, njihovo udaljavanje od tradicionalnog black metal stila postajalo je sve više uočljivo. The Cult Is Alive je bio prvi Darkthroneov album koji se pojavio na top listi u Norveškoj, debitirajući na broju 22.
U srpnju 2007., sastav objavljuje EP NWOBHM (akronim za New Wave of Black Heavy Metal, karikiranje na originalno značenje New Wave of British Heavy Metal) kao pretpregled za njihov sljedeći album. U rujnu te godine Darkthrone objavljuje album F.O.A.D. (akronim za Fuck Off and Die). Frazu su koristili mnogi thrash metal i punk rock sastavi tijekom osamdesetih godina prošlog stoljeća. Dok je glazba djelomice nastavljala punk-orijentiran stil predstavljen na albumu The Cult Is Alive, ovaj se put sastav više usredotočio na tradicionalni heavy metal.
Također tijekom 2007., Nocturno Culto je završio i objavio The Misanthrope, film o black metalu i životu u Norveškoj. Film također uključuje neke od njegovih solo snimaka. U listopadu 2008. objavljen je Dark Thrones and Black Flags, koristeći više-manje isti stil s prethodnog albuma. Sastav 2010. godine objavljuje album Circle the Wagons, koji je opet miješao stil crust punka s speed metalom i tradicionalnim heavy metalom.
Krajem 2010. Peaceville je stekao prava na Moonfogove albume skupine i ponovno objavio Panzerfaust kao set od 2 CD-a i na vinilu. Reizdanje albuma Total Death objavljeno je 14. ožujka 2011. U srpnju 2012., Darkthrone je najavio novi album, nazvan The Underground Resistance, koji je objavljen 25. veljače 2013. Sastav je objavio svoj šesnaesti album Arctic Thunder 2016. godine.

## Članovi sastava
| Trenutna postava - Nocturno Culto (Ted Skjellum) – vokali, gitara, bas-gitara (1988. – danas) - Fenriz (Gylve Fenris Nagell) – vokali, bubnjevi, gitara, bas-gitara, klavijature (1986. – danas) | Bivši članovi - Zephyrous (Ivar Enger) – gitara (1987. – 1993.) - Dag Nilsen – bas-gitara (1988. – 1991.) - Anders Risberget – gitara (1986. – 1988.) |

## Diskografija
Studijski albumi
- Soulside Journey (1991.)
- A Blaze in the Northern Sky (1992.)
- Under a Funeral Moon (1993.)
- Transilvanian Hunger (1994.)
- Panzerfaust (1995.)
- Total Death (1996.)
- Ravishing Grimness (1999.)
- Plaguewielder (2001.)
- Hate Them (2003.)
- Sardonic Wrath (2004.)
- The Cult Is Alive (2006.)
- F.O.A.D. (2007.)
- Dark Thrones and Black Flags (2008.)
- Circle the Wagons (2010.)
- The Underground Resistance (2013.)
- Arctic Thunder (2016.)
- Old Star (2019.)
- Eternal Hails...... (2021.)
- Astral Fortress (2022.)
- It Beckons Us All....... (2024.)

EP-ovi
- Under Beskyttelse av Mørke (2005.)

Demo uradci
- Land of Frost (1988.)
- A New Dimension (1988.)
- Thulcandra (1989.)
- Cromlech (1989.)
- Goatlord (1991.)[14]

## Vanjske poveznice

### Sestrinski projekti
|  | Zajednički poslužitelj ima još gradiva o temi Darkthrone |

### Mrežna mjesta
- Darkthroneova biografija na Peaceville Records
- Darkthrone na Facebooku